# 开阳站 (庆尚南道)
開陽站（：／ Gaeyang yeok */?）曾經为韩国铁路庆全线和晋三线上的一座鐵路站，位于庆尚南道晋州市加虎洞，于2012年废止。

## 历史
- 1925年6月15日，落成使用[1]。
- 2012年10月23日，停止使用。